# Atletica leggera ai Giochi della III Olimpiade - Salto in alto da fermo
La gara del salto in alto da fermo dei Giochi della III Olimpiade si tenne il 31 agosto 1904 a Saint Louis, in occasione dei terzi Giochi olimpici dell'era moderna.

## Cronaca
Ray Ewry difende il titolo di Parigi 1900 senza troppi problemi, pur saltando 5 cm meno del suo record del mondo stabilito 4 anni prima a Parigi con 1,65 m. Ewry si ripeterà alle Olimpiadi intermedie di Atene e, per la IV volta consecutiva, a Londra 1908.

## Risultati

### Finale
| Pos.    | Nazione     | Atleta           | Età | Misura |
| ------- | ----------- | ---------------- | --- | ------ |
| Oro     | Stati Uniti | Ray Ewry         | 31  | 1,60 m |
| Argento | Stati Uniti | Joseph Stadler   | 24  | 1,44 m |
| Bronzo  | Stati Uniti | Lawson Robertson | 21  | 1,44 m |
| 4º      | Stati Uniti | John Biller      | 27  | 1,42 m |
| 5º      | Ungheria    | Lajos Gönczy     | 23  | 1,35 m |

Joseph Stadler è probabilmente il primo atleta di colore a vincere una medaglia olimpica. Tuttavia, essendo ignoto il programma orario delle gare a Saint Louis, questo primato viene conteso con il connazionale George Poage, che nello stesso pomeriggio vinse il bronzo nei 400 metri ostacoli.